# قوس رباعي المركز

بناء قوس رباعي المراكز

قوس رباعي المركز هو نوع منخفض وواسع من الأقواس ذو قمة مدببة. يُحقق هيكلها من خلال رسم قوسين يرتفعان بشكل حاد من كل نقطة انطلاق على نصف قطر صغير، ثم يتحولان إلى قوسين بنصف قطر واسع ونقطة انطلاق أقل بكثير. وهو نوع فرعي مدبب من القوس المنخفض [الإنجليزية] المسطح العام. يستخدم هذا النوع من الأقواس المساحة بكفاءة وديكورًا عند استخدامه للأبواب. كما يُستخدَم ديكورًا حائطيًّا حيث تشكل الممرات وفتحات النوافذ جزءًا من السطح الزخرفي بأكمله. هناك نوعان من أكثر الأنواع شهرة، وهما القوس الفارسي، وهو منخفض إلى حد ما ويوجد في العمارة الإسلامية بكثرة، وقوس تيودور، وهو أكثر تسطحًا ويوجد في العمارة الإنجليزية. هناك نوع آخر من القوس، وهو قوس العارضة، له جوانب مستقيمة جزئيًا بدلًا من الجوانب المنحنية، وقد طُور في العمارة الفاطمية وموجود في العمارة الإسلامية وخاصةً مصر.

## الاستخدام في العمارة الإسلامية
القوس ذو الأربعة مراكز يستخدم على نطاق واسع في العمارة الإسلامية، وقد استخدمه في الأصل العباسيون ثم الفاطميون والثقافات الفارسية. قُدمَت أقدم الأمثلة على القوس ذي الأربعة مراكز في سامراء، وهي عاصمة بنيت خصيصًا من العباسيين في القرن التاسع. توجد هنا في بوابات قبة الصليبية، وهي جناح مثمن الشكل، وقصر العاشق.: 25, 250–251 وفي وقت لاحق، ظهر القوس ذو المراكز الأربعة بشكل شائع في عمارة الإمبراطورية الغورية، التي حكمت أجزاء كبيرة من إيران وآسيا الوسطى وشبه القارة الهندية الشمالية في القرنين الثاني عشر والثالث عشر. كما كانت شائعة جدًا في عمارة الإمبراطورية التيمورية والدول التي خلفتها، وأصبح شكلًا قياسيًا للعمارة الإيرانية الأوسع والعمارة المغولية الهندية المسلمة في وقت لاحق.: 200, 283  في هذا المجال الثقافي الفارسي، اُستخدَمَت لأشكال مثل الأروقة والنوافذ والبوابات والإيوانات. كما اُستخدَمَت الأقواس المدببة ذات الثلاثة مراكز بشكل متكرر في إيران وآسيا الوسطى.: 283 

أصبح أحد أشكال القوس ذي المراكز الأربعة، والذي يُشار إليه عادةً باسم قوس العارضة، سمة مميزة للعمارة الفاطمية. تتميز عن الأقواس الأخرى ذات الأربعة مراكز بأن معظم نصف قطر القوس الطبيعي يبدو أكثر استقامة من الانحناء وهو ما يعطي بُعد رياضيًّا إبداعيًّا. وأصبح هذا معيارًا لفترة من الزمن في العمارة الإسلامية المصرية في القرن الثاني عشر. ظهرت أقواس العارضة العمياء [الإنجليزية] بشكل متكرر كعنصر من عناصر الواجهات المزخرفة في العمارة الفاطمية المتأخرة والأيوبية والمملوكية المبكرة في القاهرة.: 46, 285 

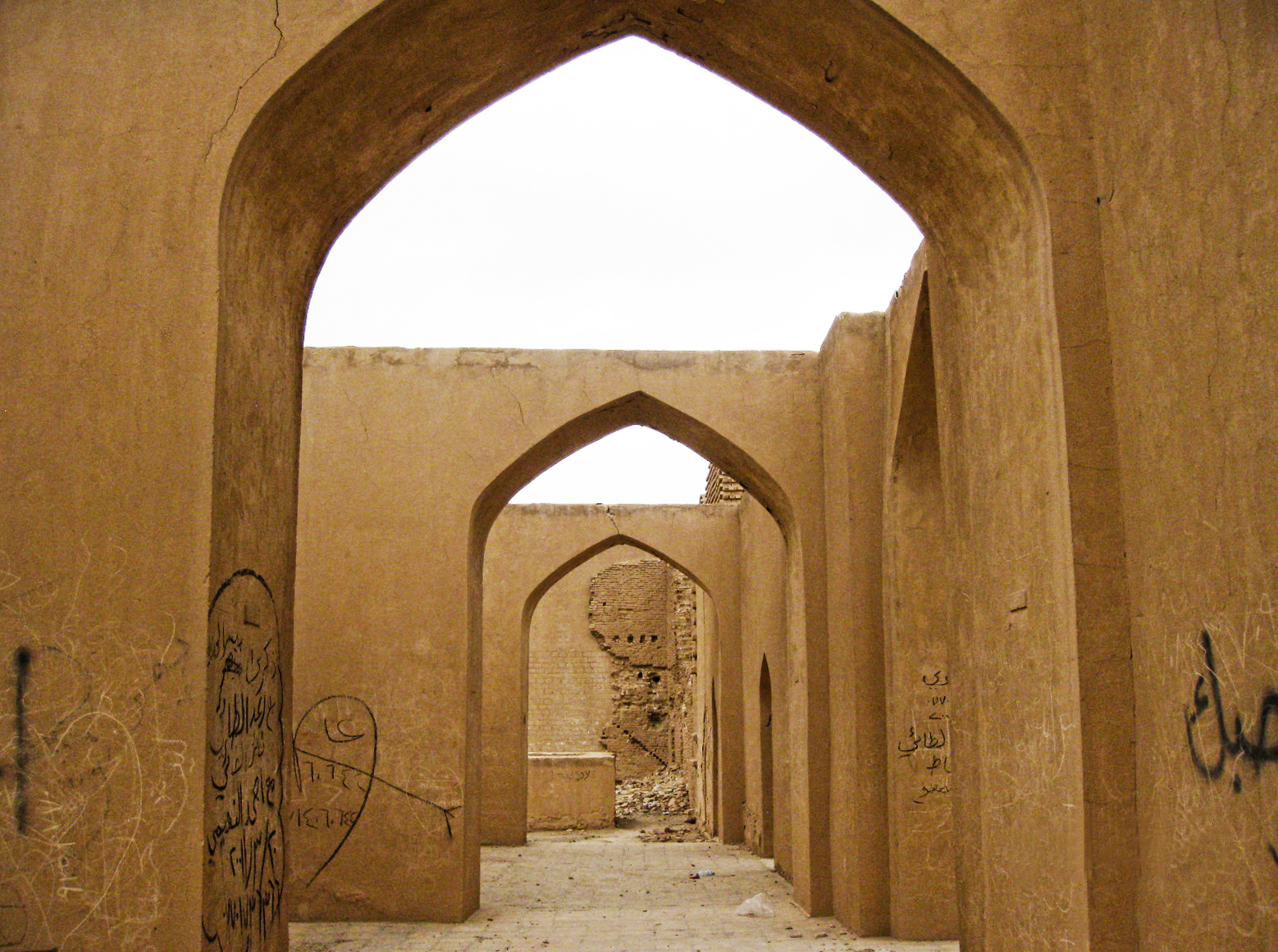
أقواس القرن التاسع التي تم ترميمها في قصر العاشق في سامراء .
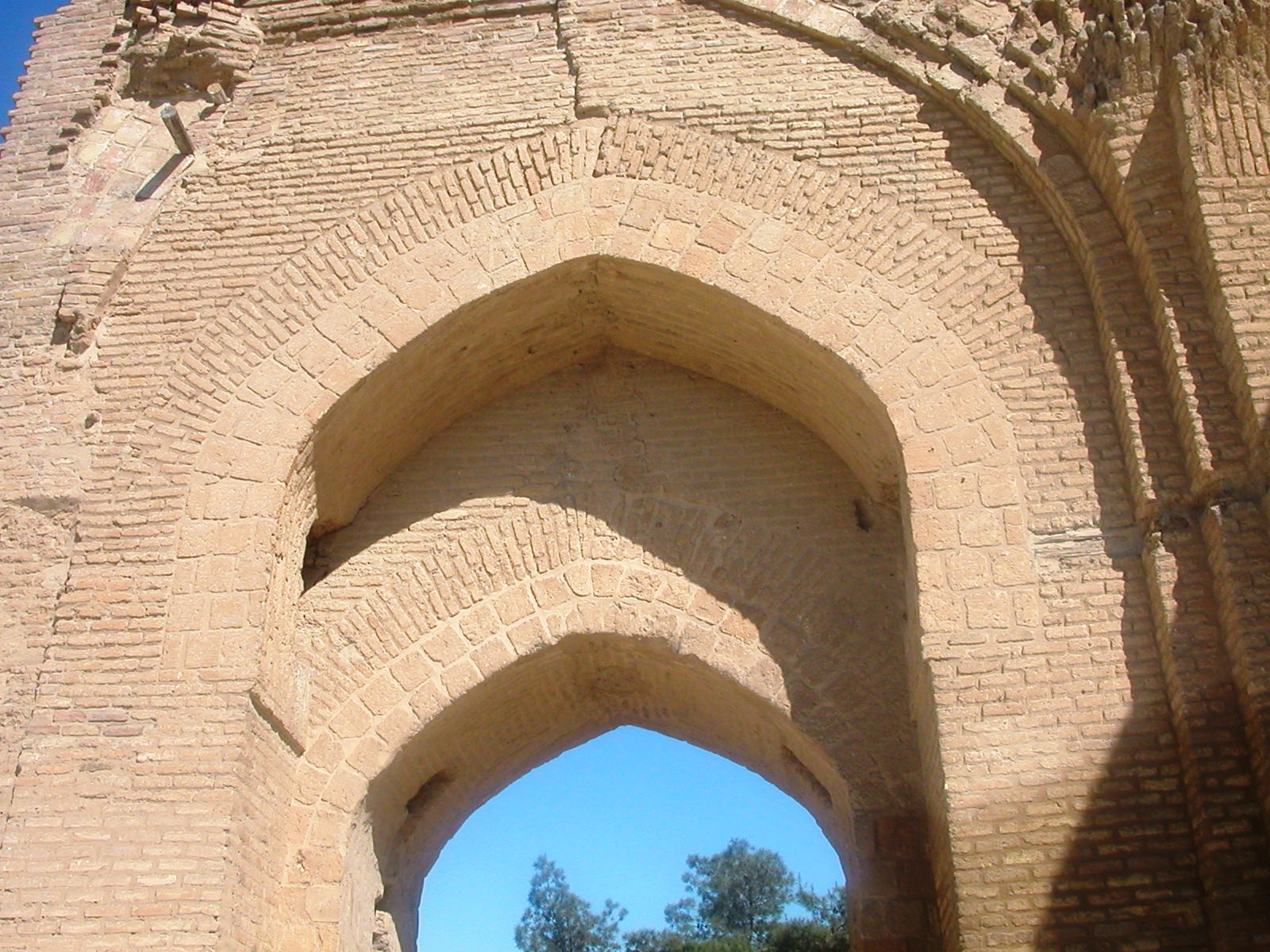
بوابة بغداد، الرقة ، القرن الحادي عشر/الثاني عشر.
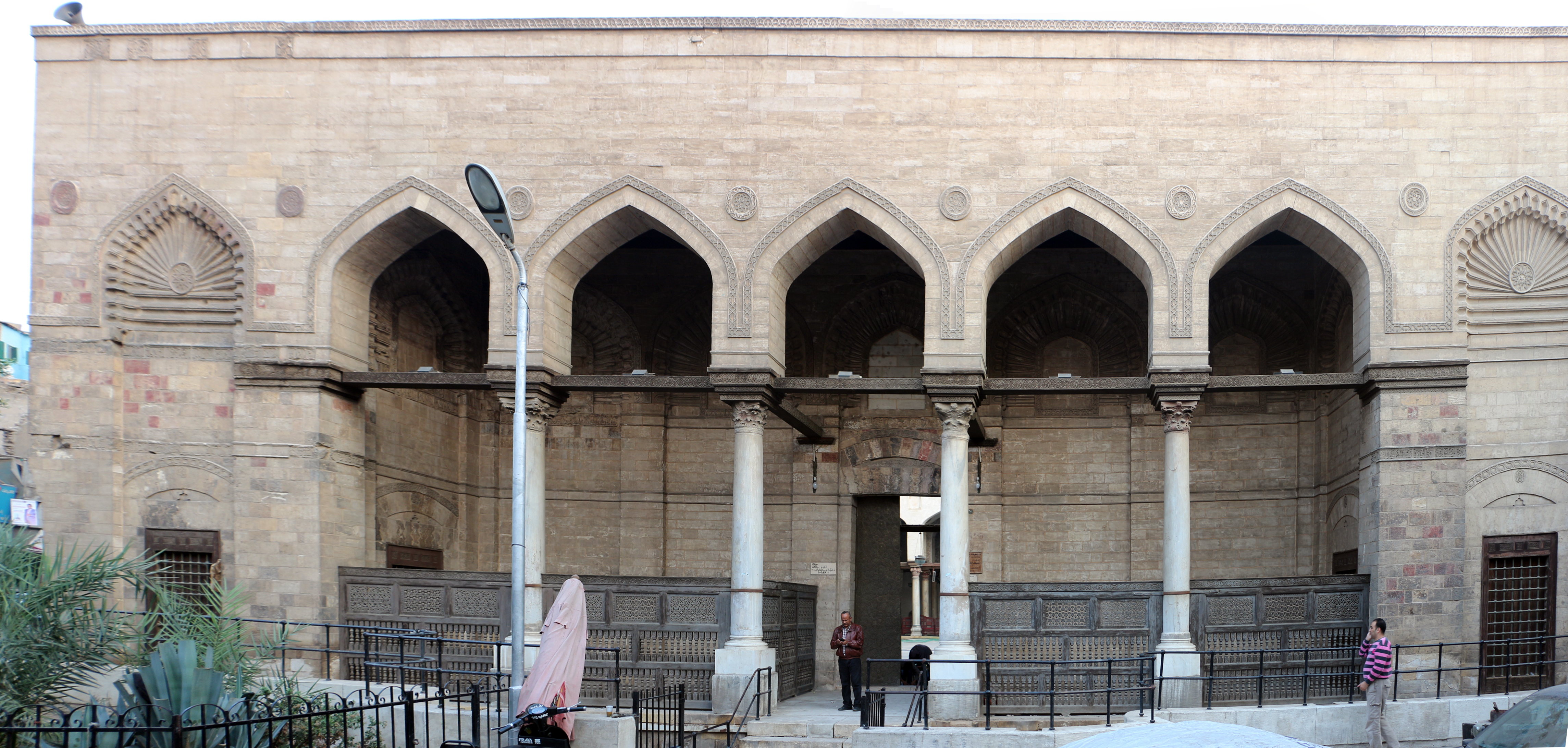
أقواس عارضة في واجهة جامع الصالح طلائع في القاهرة (1160، أواخر العصر الفاطمي )
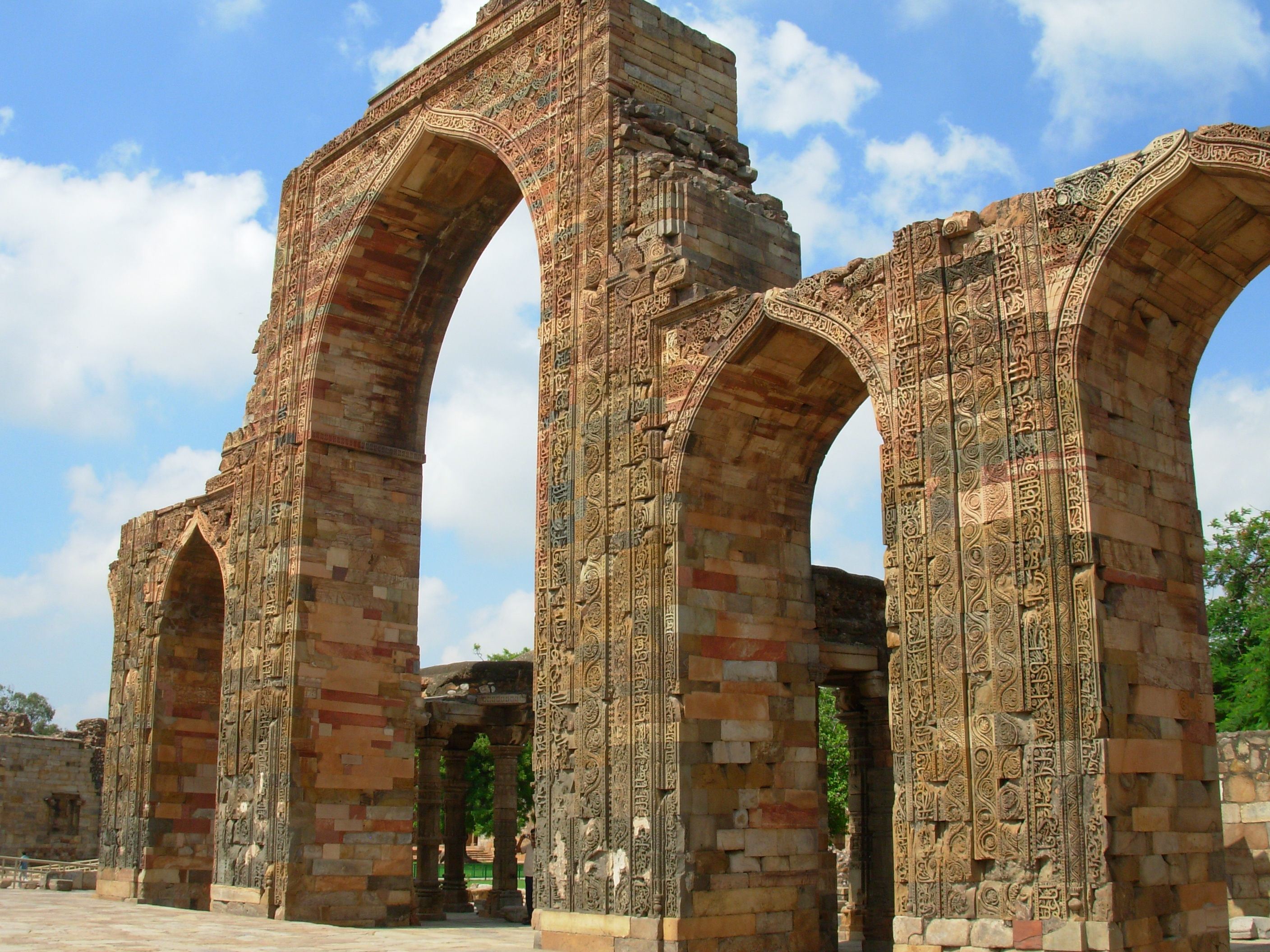
أقواس القرن الثالث عشر المزخرفة بمسجد قوة الإسلام [الإنجليزية]، دلهي.
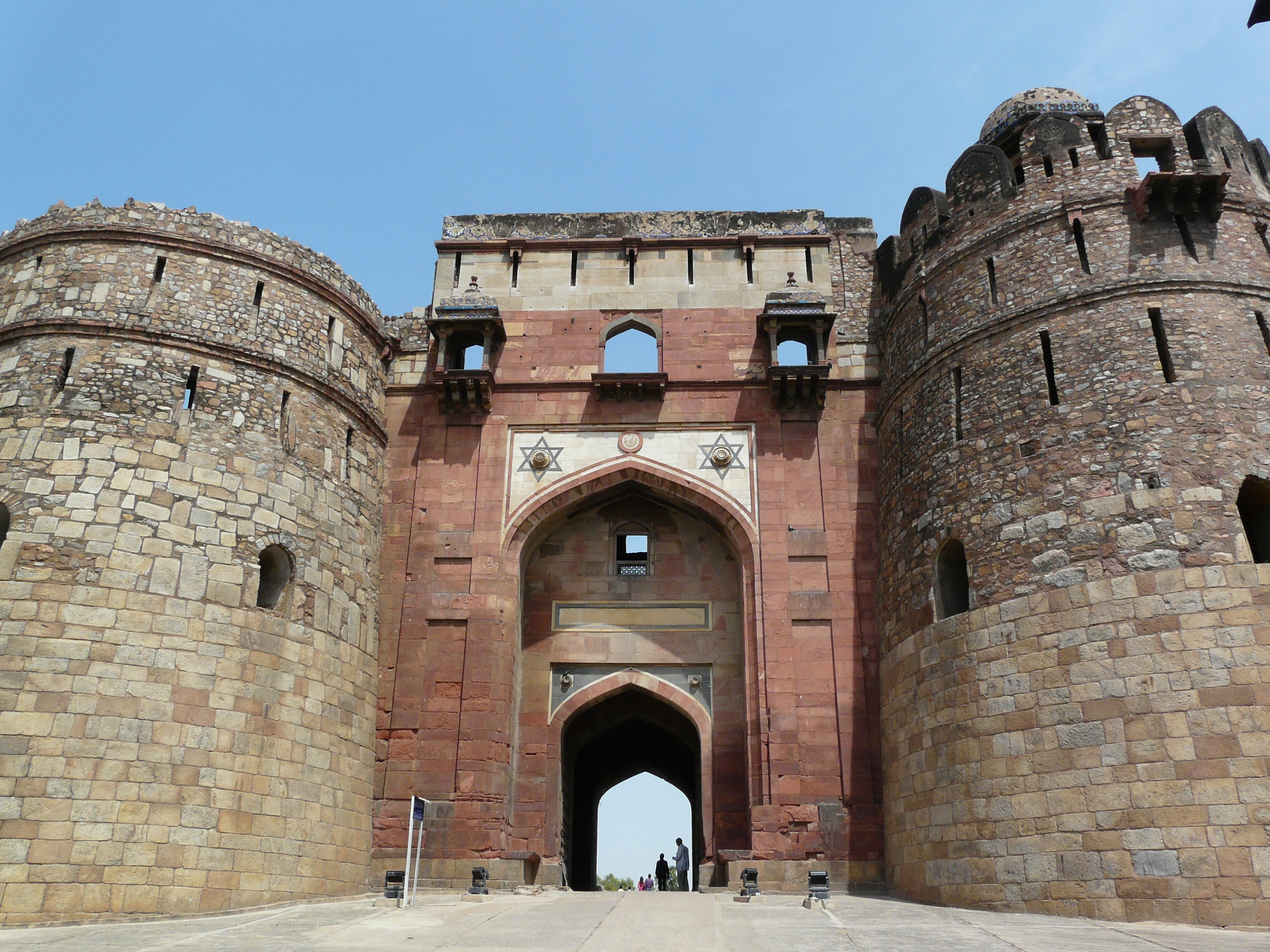
البوابة الغربية لقلعة بورنا [الإنجليزية] في دلهي والتي يعود تاريخها إلى القرن السادس عشر.
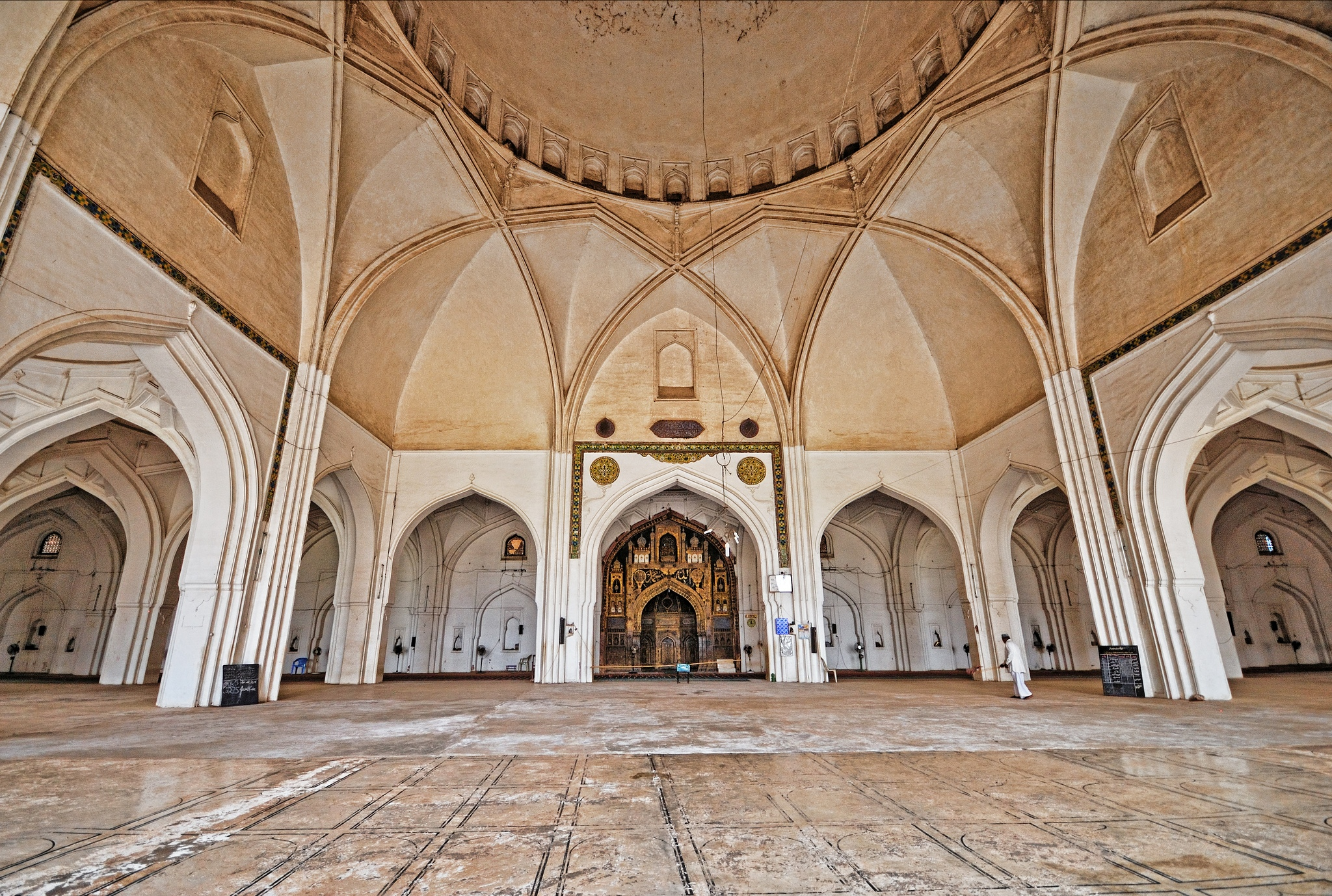
مسجد جامع في بيجابور يعود تاريخه إلى القرن السادس عشر، ويحتوي على قبو مضلع يتكون من أربعة أقواس مركزية.
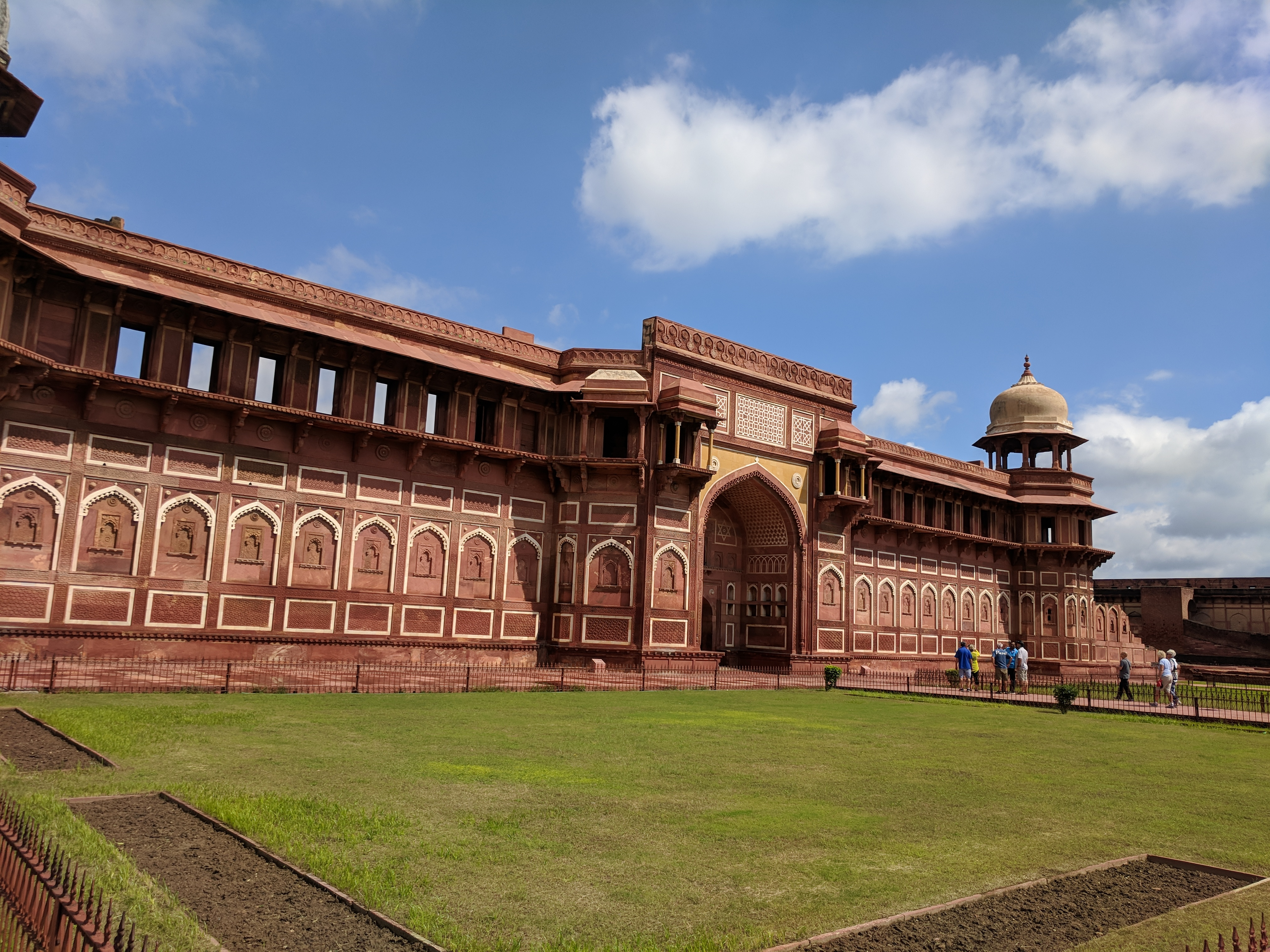
يحتوي محل جهنجيري [الإنجليزية] الذي يعود تاريخه إلى القرن السادس عشر في قلعة أغرا على بوابة مقوسة ذات أربعة مراكز محاطة بأقواس عمياء ذات أربعة مراكز.
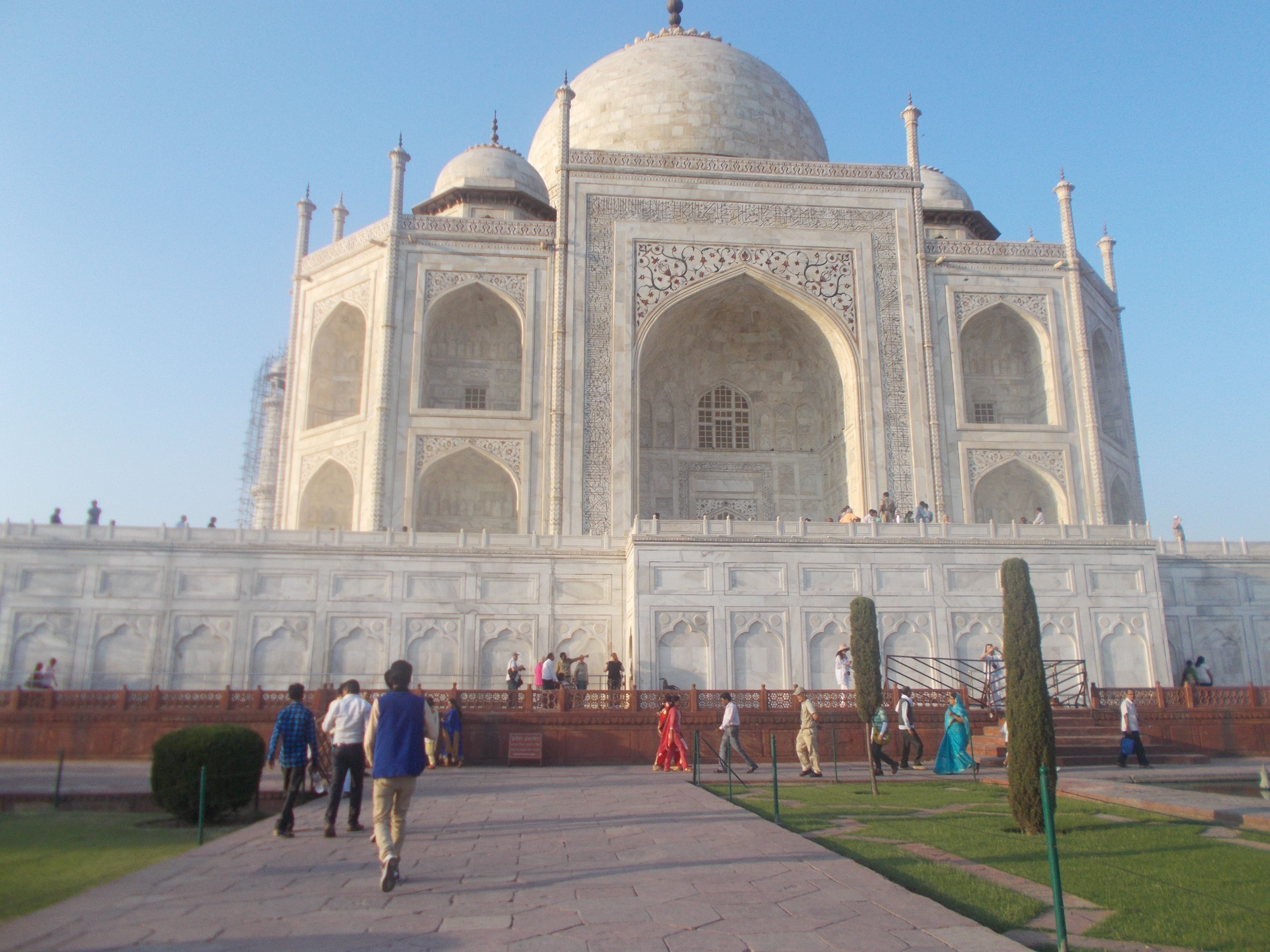
ضريح تاج محل الذي يعود تاريخه إلى القرن السابع عشر لممتاز محل في أغرا .
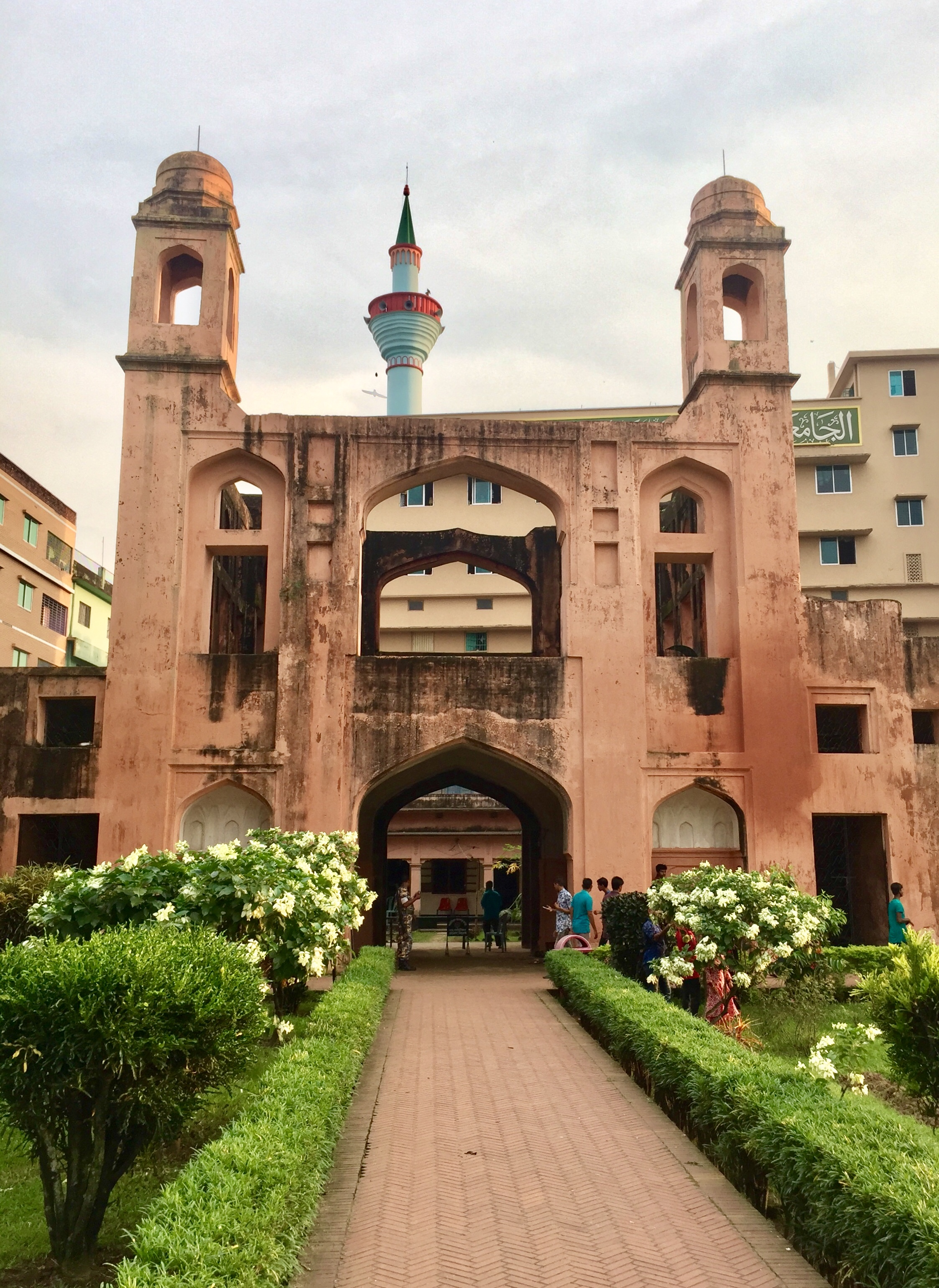
البوابة الجنوبية الشرقية لقلعة لالباغ في دكار والتي يعود تاريخها إلى القرن السابع عشر.
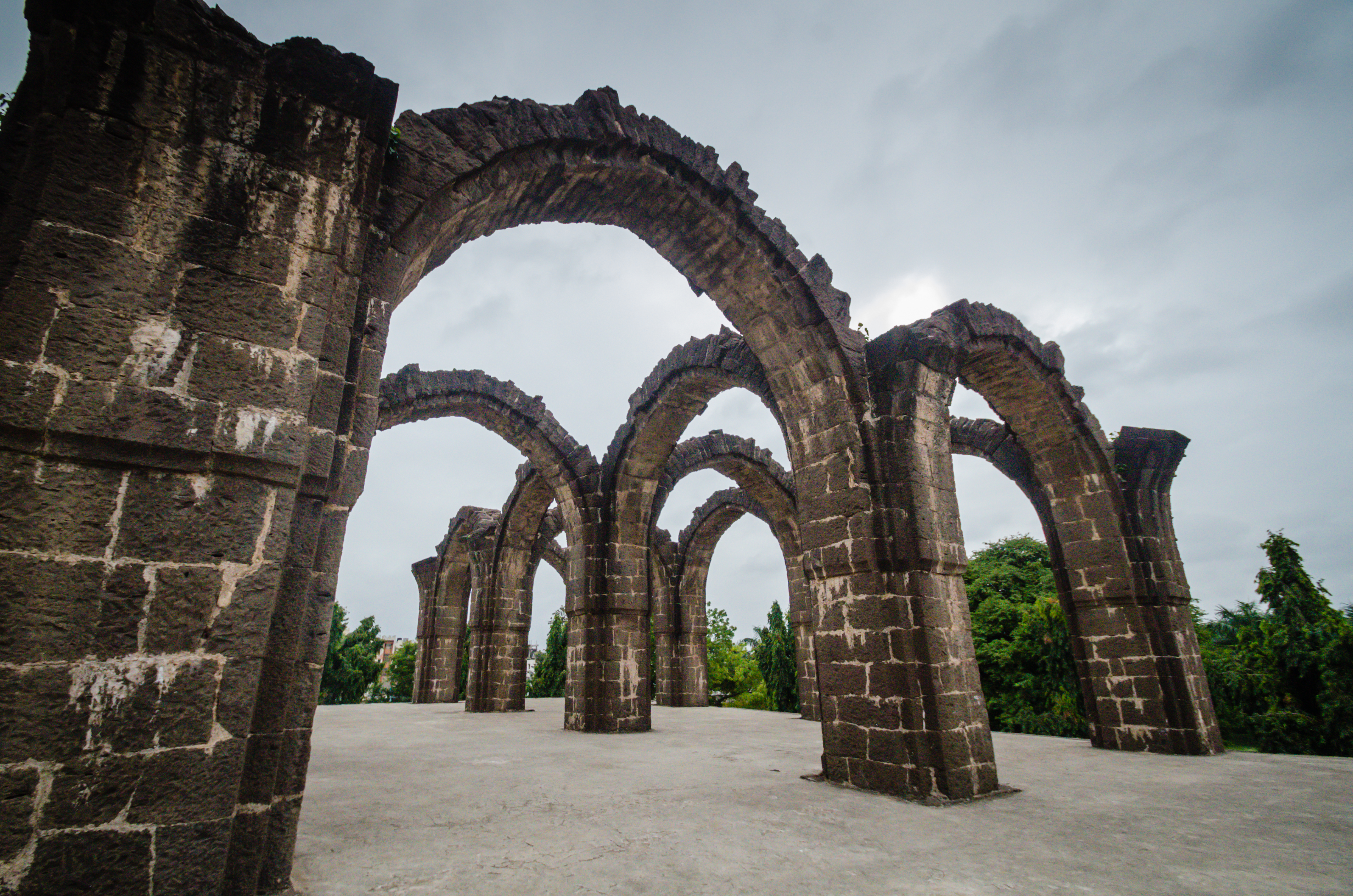
ضريح بارا كرمان [الإنجليزية] من القرن السابع عشر لعلي عادل شاه الثاني [الإنجليزية] في بيجابور.

## الاستخدام في الهندسة المعمارية الإنجليزية
في العمارة الإنجليزية، يُعرف القوس غالبًا باسم قوس تيودور، حيث كان عنصرًا معماريًا شائعًا خلال عهد أسرة تيودور (1485-1603)، على الرغم من أن استخدامه سبق عام 1485 بعدة عقود، ومنذ حوالي عام 1550 أصبح خارج الموضة للمباني الكبرى. وهو نسخة مخففة من القوس المحدب في العمارة القوطية، والتي تعد العمارة التيودورية المرحلة الأخيرة منها في إنجلترا. ومع ذلك، فإن القوس تيودور، على الرغم من تشابهه في المظهر، ليس رباعي المركز حقًا، لأنه يحتوي على جانبين مستقيمين بدلاً من المنحنيات الضحلة الكبيرة.
اُستخدُم القوس الرباعي المركز خصيصًا للأبواب، حيث يوفر فتحة واسعة دون أن يشغل مساحة كبيرة أعلاه، مقارنةً بالقوس ذي المركزين الأكثر مدببة. ظهر هذا لأول مرة على نطاق واسع في الرواق الغربي لكاتدرائية ونشستر [الإنجليزية]، بتاريخ غير مؤكد ولكن من المحتمل أنه في منتصف القرن الرابع عشر. في العمارة التيودورية من النوع الأعظم، يتم استخدامها بهذه الطريقة عندما تكون فتحات النوافذ مستطيلة، كما هو الحال في قصر هامبتون كورت على سبيل المثال.
ومن الأمثلة المبكرة الجديرة بالملاحظة النافذة الغربية لكاتدرائية غلوستر [الإنجليزية]. هناك ثلاثة مصليات ملكية ودير يشبه الكنيسة والتي تظهر الطراز في أكثر حالاته تفصيلًا: كنيسة كينجز كوليدج في كامبريدج؛ كنيسة سانت جورج في وندسور؛ كنيسة هنري السابع [الإنجليزية] في دير وستمنستر؛ ودير باث. ومع ذلك، فإن العديد من المباني الأكثر بساطة، وخاصة الكنائس التي بنيت خلال طفرة الصوف في شرق أنجليا ومنطقة كوتسوولدز، تظهر أيضًا هذا الأسلوب.

عند استخدامه لتأطير نافذة كنيسة كبيرة، فإنه يناسب المساحات الواسعة للغاية، المليئة بشكل زخرفي بالعديد من الأعمدة الرأسية الضيقة والعوارض الأفقية. ينتج التأثير العام مظهرًا يشبه الشبكة من الأشكال المنتظمة والدقيقة والمستطيلة مع التركيز على العمودي، وهو سمة مميزة للأسلوب المعروف باسم القوطي العمودي [الإنجليزية] في إنجلترا، في القرن الخامس عشر وأوائل القرن السادس عشر. وهذا مشابه جدًا للأسلوب الإسباني المعاصر على وجه الخصوص. في المباني مثل هامبتون كورت، نجد قوس تيودور مع الظهور الأول للعمارة في عصر النهضة في إنجلترا، في وقت لاحق بكثير من ظهورها في إيطاليا. في الفترة اللاحقة، كان يُستخدم بشكل عام فقط في النوافذ الزخرفية الرئيسة، ربما في نافذة أورييل [الإنجليزية]، أو نافذة خليجية مدعومة على قوس أو حامل.

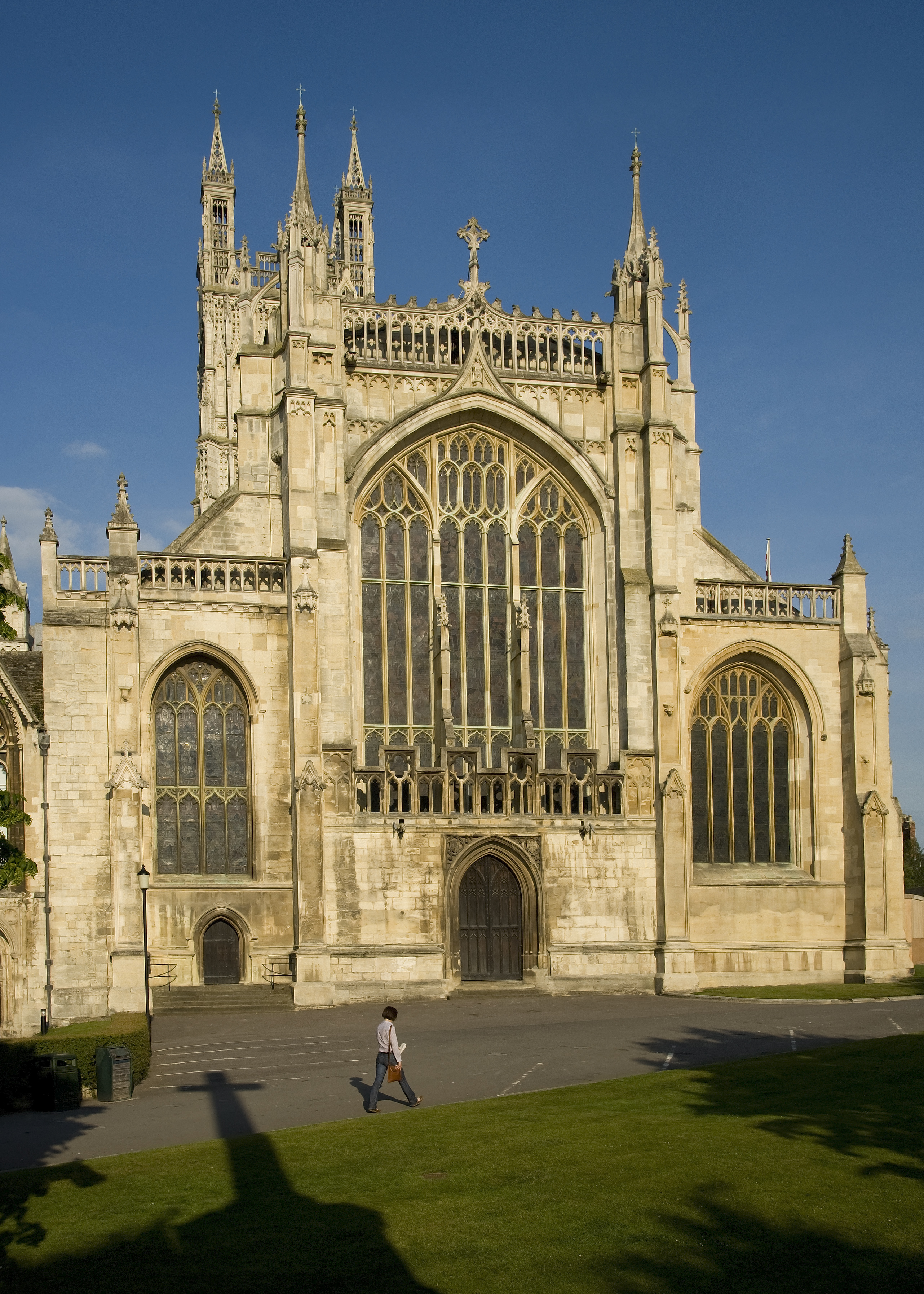
كاتدرائية غلوستر [الإنجليزية]، النافذة الغربية، حوالي عام 1420
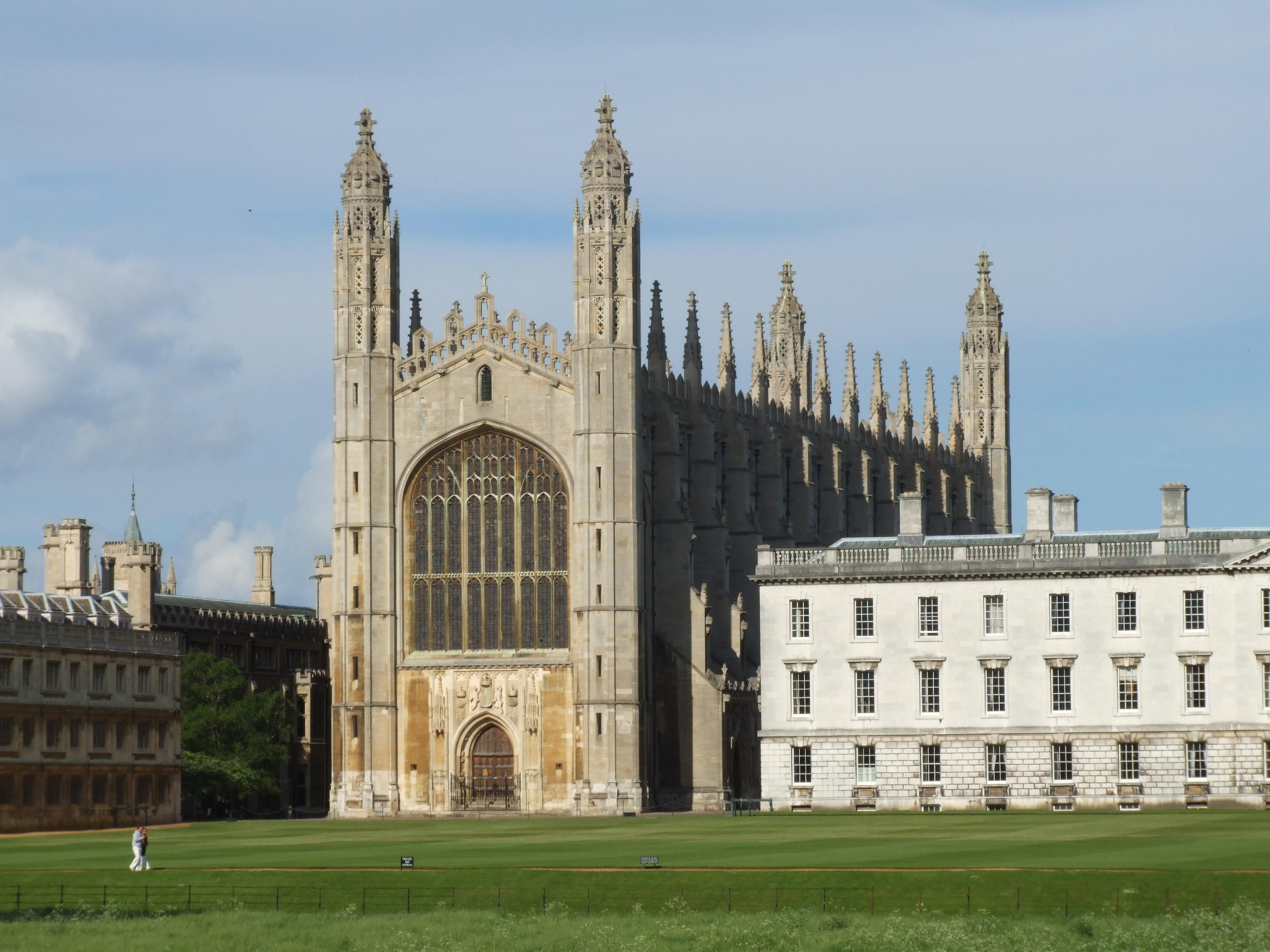
كنيسة كينجز كوليدج، كامبريدج ، بدأت عام 1446
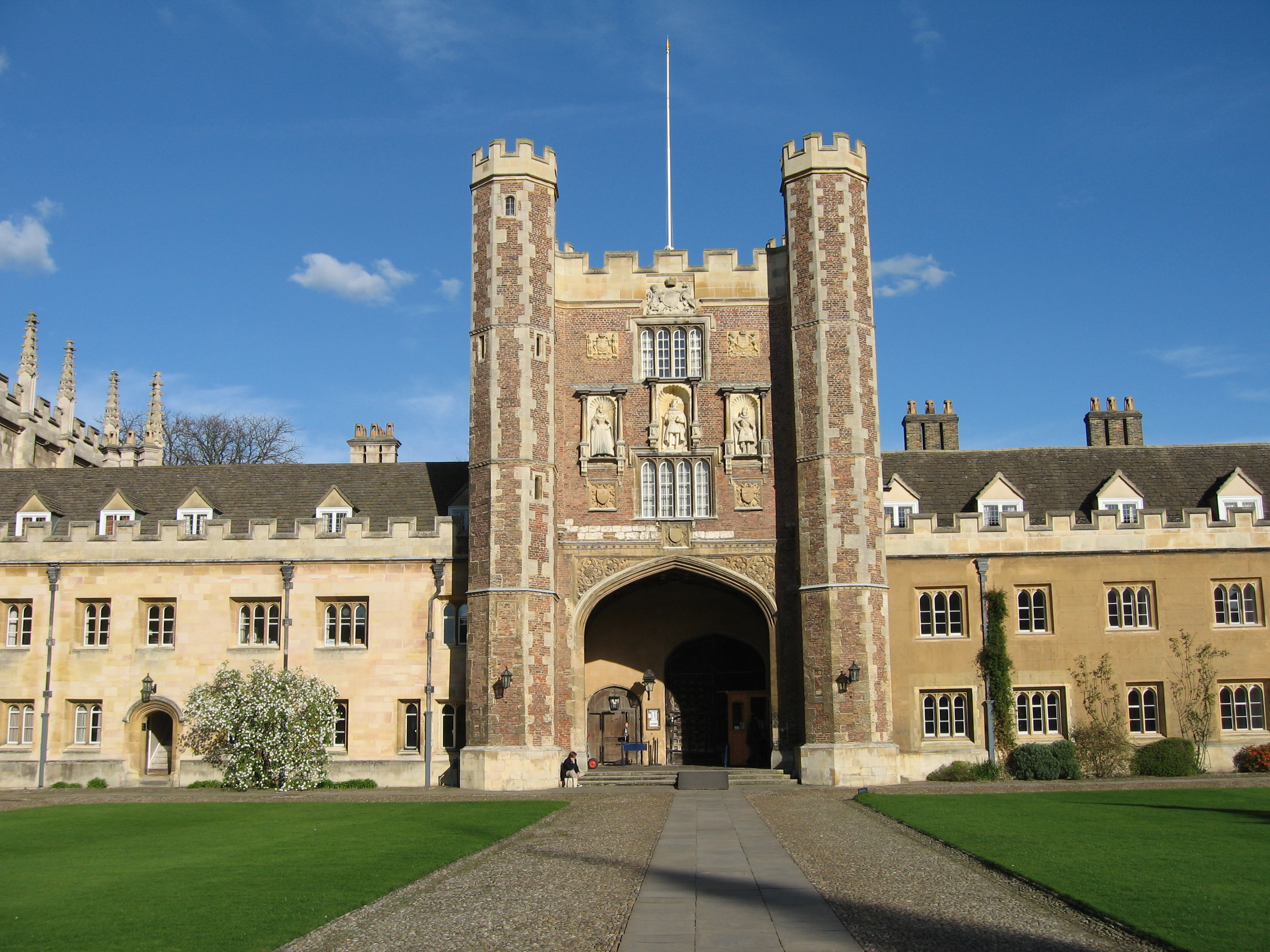
البوابة الكبرى، كلية ترينيتي، كامبريدج (من الداخل)، 1519-1535
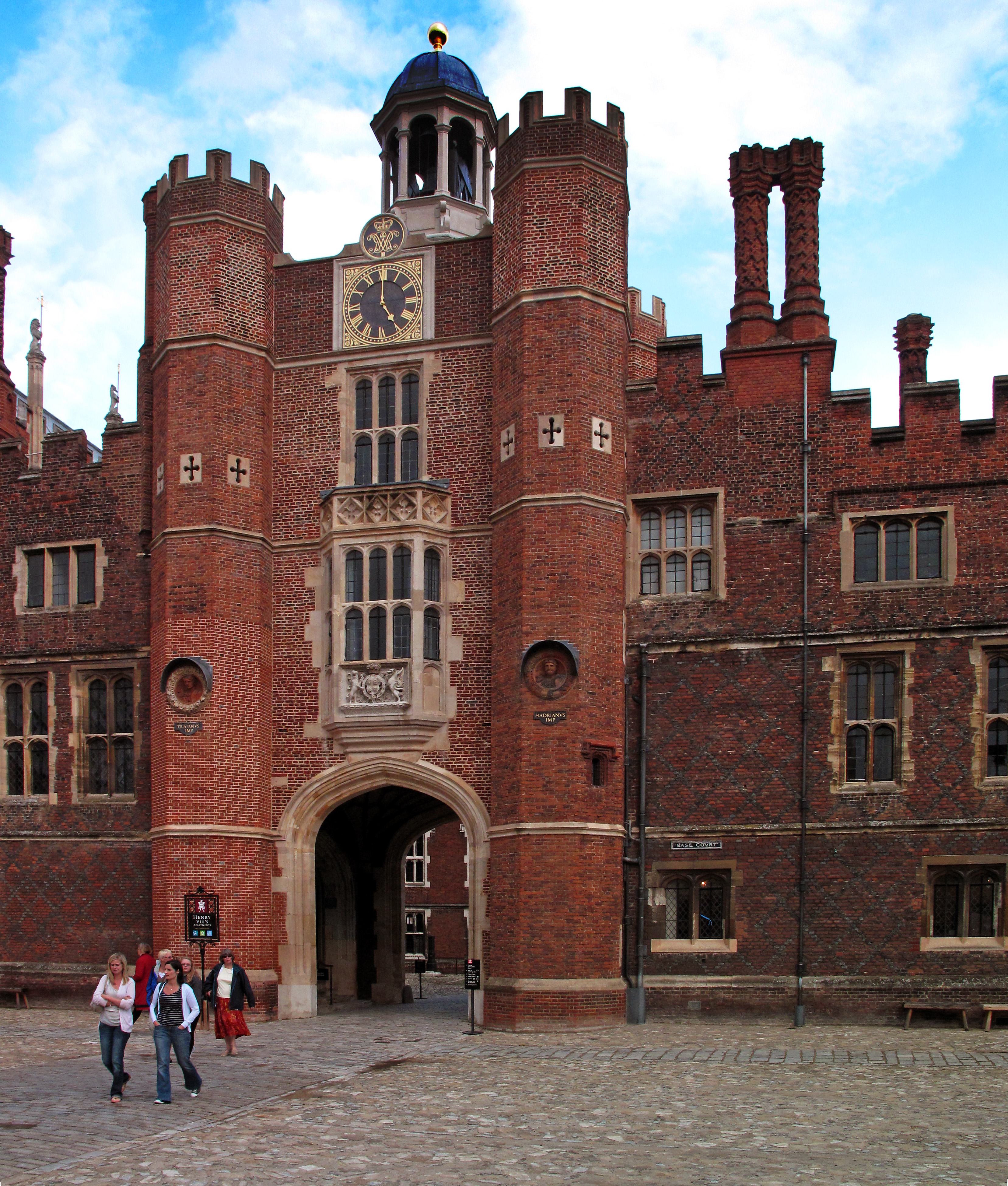
بوابة محكمة الساعة، قصر هامبتون كورت ، حوالي عام 1520
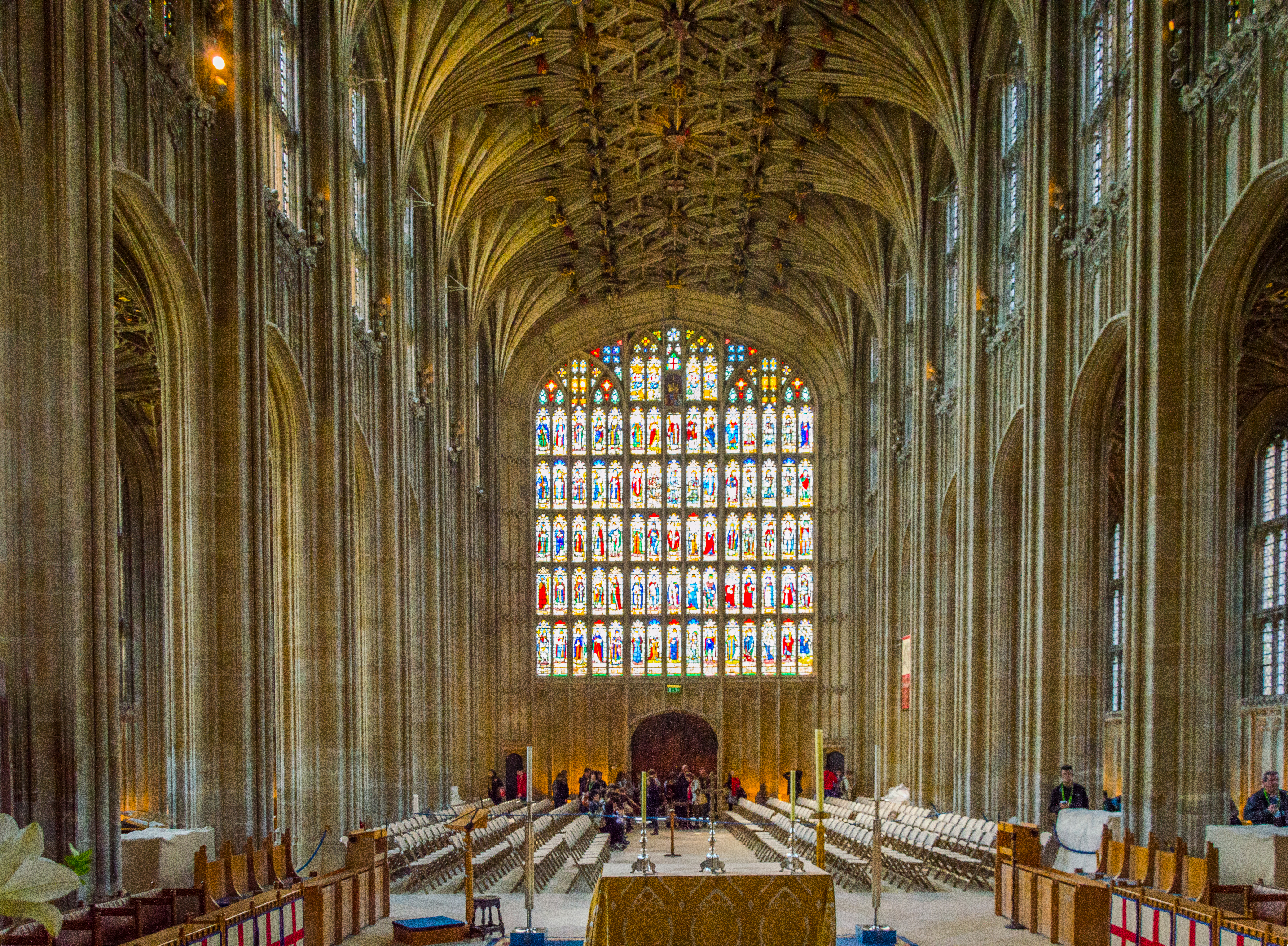
كنيسة القديس جورج، وندسور ، النافذة الشرقية، 1475–1528
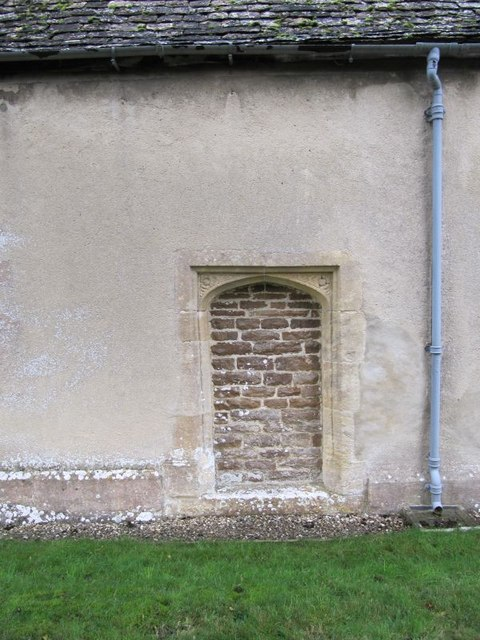
مدخل صغير، مسدود الآن، في الكنيسة

## ملحوظات
1. ↑  يستخدم بعض المؤلفين أيضًا مصطلح "قوس العارضة" على نطاق واسع للإشارة إلى قوس أفعواني المدبب.[1][2]

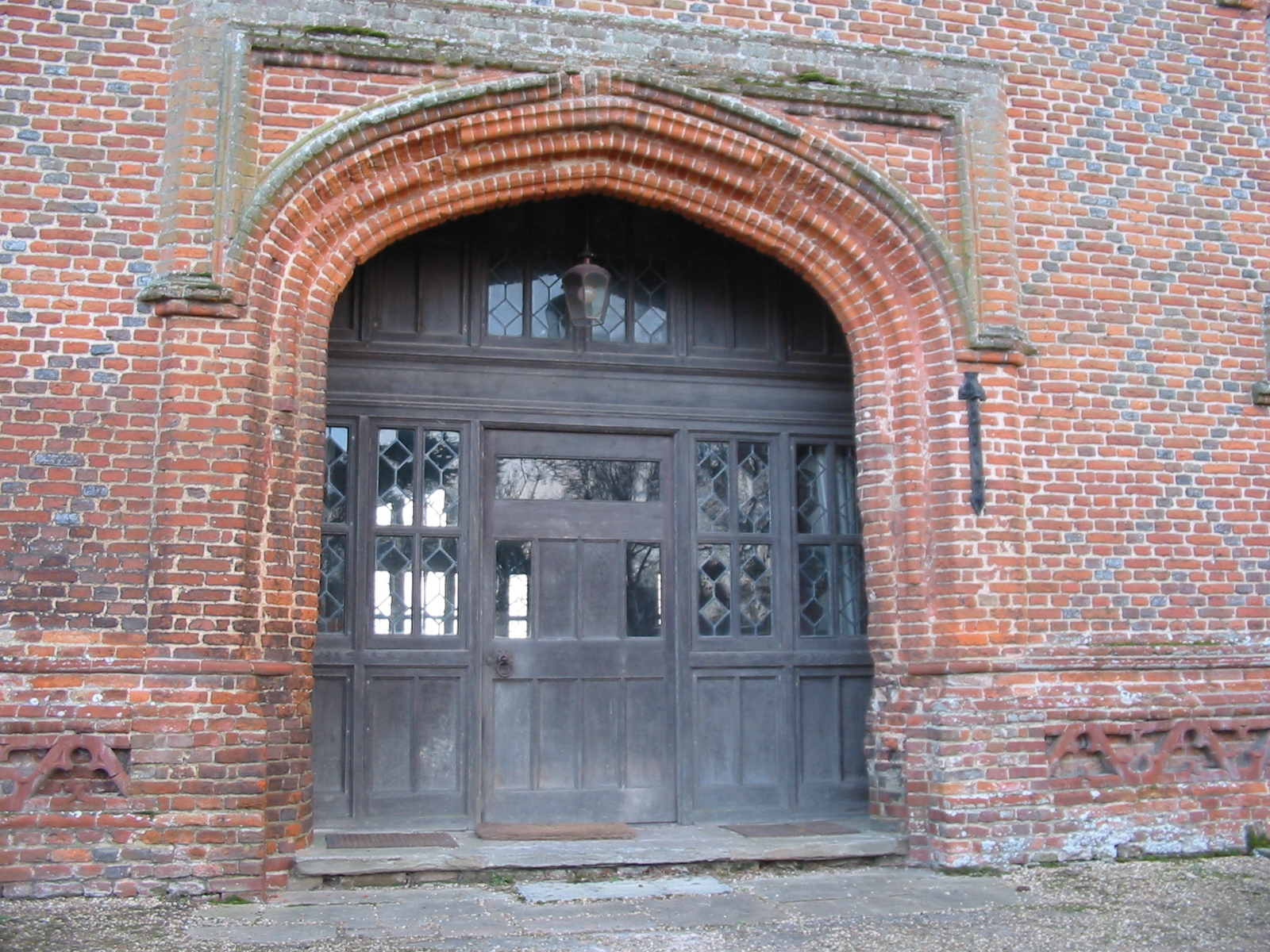
قوس تيودور في برج لاير مرني، عشرينيات القرن السادس عشر

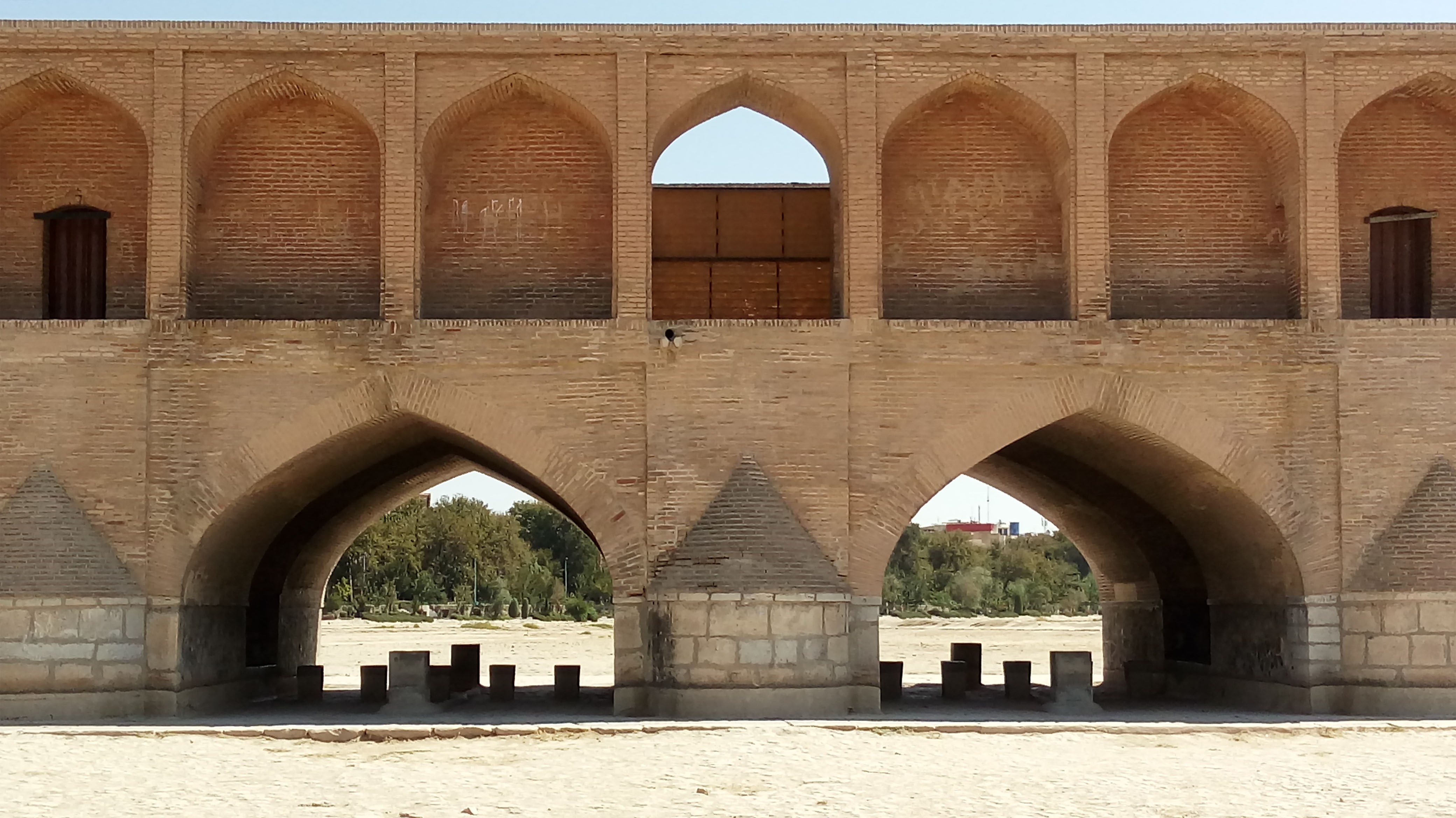
أقواس فارسية على جسر سيوسه بول، أصفهان، حوالي عام 1600

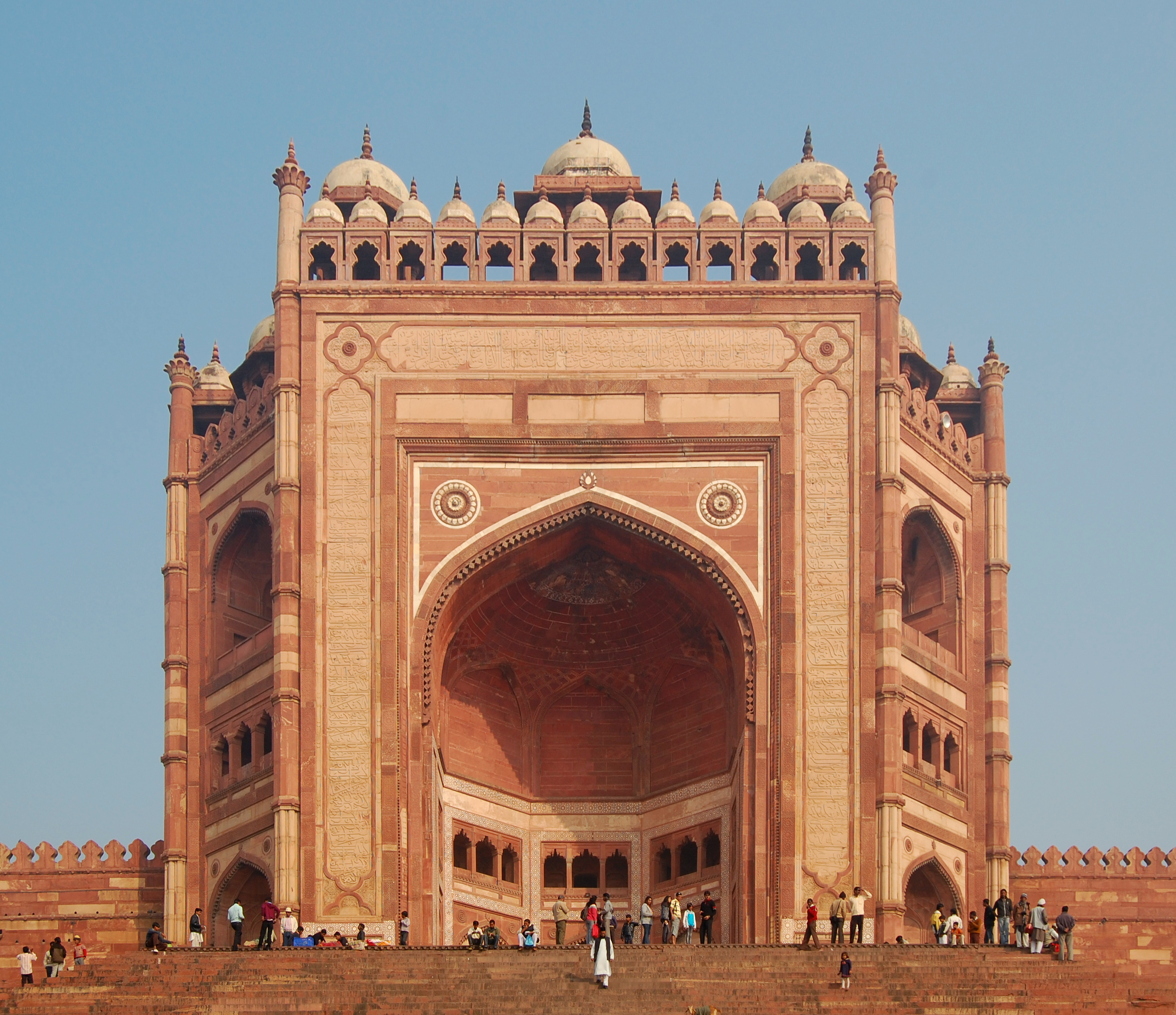
تحتوي بوابة دروزة الذي تعود تاريخها إلى القرن السابع عشر في فاتحبور سيكري على قوس رباعي المركز مع إيوان مقبب.